# Stockholms skærgård
Stockholms skærgård (svensk: Stockholms skärgård) er den største skærgård i Sverige og en af de største i Østersøen. Området er ikke formelt afgrænset, men omfatter et område fra Stockholm og Saltsjön og cirka 80 km ud i Østersøen og fra Björkö-Arholma i nord til Öja-Landsort 150 km mod syd ved kysten af Uppland og Södermanland.
Skærgården består af omkring 24.000 øer, holme og skær og dækker et areal på 700 kvadratkilometer, hvoraf de ca. 530 er land. Indbyggertallet er blot omkring 10.000, men der er hele 50.000 fritidshuse i skærgården, der om sommeren er et populært mål for fritidssejlere såvel som andre turister. Skærgården er desuden i stadig større grad et populært feriested for velstående stockholmere. En stor del af de fastboende bor på Vaxholm.
Dannelsen af skærgården er sket ved landhævning. Årligt hæves landniveauet ca. 5 mm.

## Skærgården i kulturen
I kulturen har Stockholms skærgård været inspirationskilde for mange digtere, forfattere og kunstnere, bl.a. John Ajvide Lindqvist, August Strindberg, Ture Nerman, Roland Svensson, Ernst Didring og Aleister Crowley.

## Galleri
- Fyret 'Grisblänkan' i Skærgården.
- Grönskär
- Södra Stavsudda